# U-51 (tàu ngầm Đức) (1938)
U-51 là một tàu ngầm tấn công  Lớp Type VII thuộc phân lớp Type VIIB được Hải quân Đức Quốc Xã chế tạo trước Chiến tranh Thế giới thứ hai. Nhập biên chế năm 1938, nó đã thực hiện được bốn chuyến tuần tra và đánh chìm được năm tàu buôn với tổng tải trọng 26.296 GRT cùng một tàu chiến phụ trợ tải trọng 7.424 GRT. U-51 bị tàu ngầm Anh HMS Cachalot đánh chìm tại vịnh Biscay vào ngày 20 tháng 8, 1940.

## Thiết kế và chế tạo

### Thiết kế
Phân lớp VIIB của Tàu ngầm Type VII là một phiên bản VIIA được mở rộng. Chúng có trọng lượng choán nước 753 t (741 tấn Anh) khi nổi và 857 t (843 tấn Anh) khi lặn). Con tàu có chiều dài chung 66,50 m (218 ft 2 in), lớp vỏ trong chịu áp lực dài 48,80 m (160 ft 1 in), mạn tàu rộng 6,20 m (20 ft 4 in), chiều cao 9,50 m (31 ft 2 in) và mớn nước 4,74 m (15 ft 7 in).
Chúng trang bị hai động cơ diesel Germaniawerft F46 6-xy lanh 4 thì, tổng công suất 2.800–3.200 PS (2.100–2.400 kW; 2.800–3.200 bhp), dẫn động hai trục chân vịt đường kính 1,23 m (4,0 ft), cho phép đạt tốc độ tối đa 17,9 kn (33,2 km/h), và tầm hoạt động tối đa 8.700 nmi (16.100 km) khi đi tốc độ đường trường 10 kn (19 km/h). Khi đi ngầm dưới nước, chúng sử dụng hai động cơ/máy phát điện Brown, Boveri & Cie GG UB 720/8 tổng công suất 750 PS (550 kW; 740 shp). Tốc độ tối đa khi lặn là 8 kn (15 km/h), và tầm hoạt động 90 nmi (170 km) ở tốc độ 4 kn (7,4 km/h). Con tàu có khả năng lặn sâu đến 230 m (750 ft).
Vũ khí trang bị có năm ống phóng ngư lôi 53,3 cm (21 in), bao gồm bốn ống trước mũi và một ống phía đuôi, và mang theo tổng cộng 14 quả ngư lôi, hoặc tối đa 22 quả thủy lôi TMA, hoặc 33 quả TMB. Tàu ngầm Type VIIB bố trí một hải pháo 8,8 cm SK C/35 cùng một pháo phòng không 2 cm (0,79 in) trên boong tàu. Thủy thủ đoàn bao gồm 4 sĩ quan và 40-56 thủy thủ.

### Chế tạo
U-51 được đặt hàng vào ngày 21 tháng 11, 1936, và được đặt lườn tại xưởng tàu của hãng Friedrich Krupp Germaniawerft tại Kiel vào ngày 26 tháng 2, 1937. Nó được hạ thủy vào ngày 11 tháng 6, 1938, và nhập biên chế cùng Hải quân Đức Quốc Xã vào ngày 6 tháng 8, 1938 dưới quyền chỉ huy của Hạm trưởng, Đại úy Hải quân Ernst-Günther Heinicke.

## Lịch sử hoạt động
Vào lúc nhập biên chế, U-51 được phối thuộc cùng Chi hạm đội Tàu ngầm 7, và nó phục vụ cùng đơn vị này trong suốt quãng đời hoạt động.

### Chuyến tuần tra thứ nhất
U-51 khởi hành từ Kiel vào ngày 17 tháng 1, 1940 cho chuyến tuần tra đầu tiên trong chiến tranh. Nó tiến vào Bắc Hải, rồi băng qua khe GIUK giữa Scotland và quần đảo Faroe để vòng qua quần đảo Anh và đi đến khu vực phía Nam Ireland và eo biển Manche. Trên đường đi tại Đại Tây Dương về phía Tây Scotland, nó đã đánh chìm tàu buôn Thụy Điển Gothia 1.640 GRT ở vị trí cách 45 nmi (83 km) về phía Tây Rockall vào ngày 22 tháng 1. Sau đó ở phía Nam Ireland vào ngày 29 tháng 1, U-51 tiếp tục đánh chìm tàu buôn Na Uy Eika 1.503 GRT ở vị trí về phía Tây quần đảo Scilly. Chiếc tàu ngầm kết thúc chuyến tuần tra khi đi đến càng Wilhelmshaven vào ngày 8 tháng 2.

### Chuyến tuần tra thứ hai
Xuất phát từ Wilhelmshaven vào ngày 11 tháng 3 cho chuyến tuần tra thứ hai, U-51 tiến vào Bắc Hải và hoạt động tại khu vực dọc suốt bờ biển Na Uy để hỗ trợ cho Chiến dịch Weserübung nhằm xâm chiếm đất nước này. Chiếc tàu ngầm đã không đánh chìm mục tiêu nào, mà lại bị tàu ngầm Pháp Orphée phóng hai quả ngư lôi tấn công vào ngày 21 tháng 4 ở Bắc Hải tại tọa độ 57°B 05°Đ / 57°B 5°Đ; cả hai quả ngư lôi đều bị trượt. U-51 kết thúc chuyến tuần tra tại Kiel vào ngày 22 tháng 4.

### Chuyến tuần tra thứ ba
U-51 xuất phát từ Kiel vào ngày 6 tháng 6 cho chuyến tuần tra thứ ba; nó băng qua khe GIUK để vòng qua quần đảo Anh và hoạt động tại vịnh Biscay và phía Tây Nam Ireland. Vào ngày 25 tháng 6, U-51 tấn công Đoàn tàu OA 172, và đã đánh chìm các tàu buôn Windsorwood và tàu chờ dầu Saranac, mỗi chiếc bằng hai quả ngư lôi ở vị trí 370 mi (600 km) về phía Tây Nam Land's End, tại tọa độ 48°24′B 15°05′T / 48,4°B 15,083°T.
Đến 00 giờ 12 phút ngày 29 tháng 6, U-51 phóng một quả ngư lôi đánh trúng tàu Q-ship HMS Willamette Valley (ngụy trang như là chiếc Edgehill) ở vị trí 250 mi (400 km) về phía Tây Nam đảo Cape Clear. Chiếc tàu ngầm phải tiêu tốn thêm hai quả ngư lôi nữa phóng lúc 01 giờ 06 phút và 01 giờ 24 phút mới đánh chìm được chiếc tàu vũ trang mồi nhữ này. U-51 kết thúc chuyến tuần tra tại Kiel vào ngày 5 tháng 7.

### Chuyến tuần tra thứ tư - Bị mất
U-51 khởi hành từ Kiel vào ngày 9 tháng 8 cho chuyến tuần tra thứ tư, cũng là chuyến cuối cùng. Nó đánh chìm chiếc tàu buôn Anh Sylviafield vào ngày 15 tháng 8 ở vị trí khoảng 190 nmi (350 km) về phía Tây Bắc Rockall. 36 người sống sót được các tàu đánh cá Rubens và Newland cứu vớt.
Đến ngày 20 tháng 8, U-51 trúng một quả ngư lôi phóng từ tàu ngầm Anh HMS Cachalot, và đắm trong vịnh Biscay về phía Tây Saint-Nazaire, tại tọa độ 47°06′B 04°51′T / 47,1°B 4,85°T. Toàn bộ 43 thành viên thủy thủ đoàn đều đã tử trận.

### "Bầy sói" tham gia
U-51 từng tham gia bầy sói:
- Prien (12 – 17 tháng 6, 1940)

### Tóm tắt chiến công
U-51 đã đánh chìm được năm tàu buôn với tổng tải trọng 26.296 GRT cùng một tàu chiến phụ trợ tải trọng 4.724 GRT:
| Ngày             | Tên tàu      | Quốc tịch              | Tải trọng | Số phận      |
| ---------------- | ------------ | ---------------------- | --------- | ------------ |
| 22 tháng 1, 1940 | Gothia       | Sweden                 | 1.640     | Bị đánh chìm |
| 29 tháng 1, 1940 | Eika         | Norway                 | 1.503     | Bị đánh chìm |
| 25 tháng 6, 1940 | Saranac      | United Kingdom         | 12.049    | Bị đánh chìm |
| 25 tháng 6, 1940 | Windsorwood  | United Kingdom         | 5.395     | Bị đánh chìm |
| 29 tháng 6, 1940 | HMS Edgehill | Hải quân Hoàng gia Anh | 4.724     | Bị đánh chìm |
| 15 tháng 8, 1940 | Sylviafield  | United Kingdom         | 5.709     | Bị đánh chìm |